# Приймально-контрольний пожежний прилад

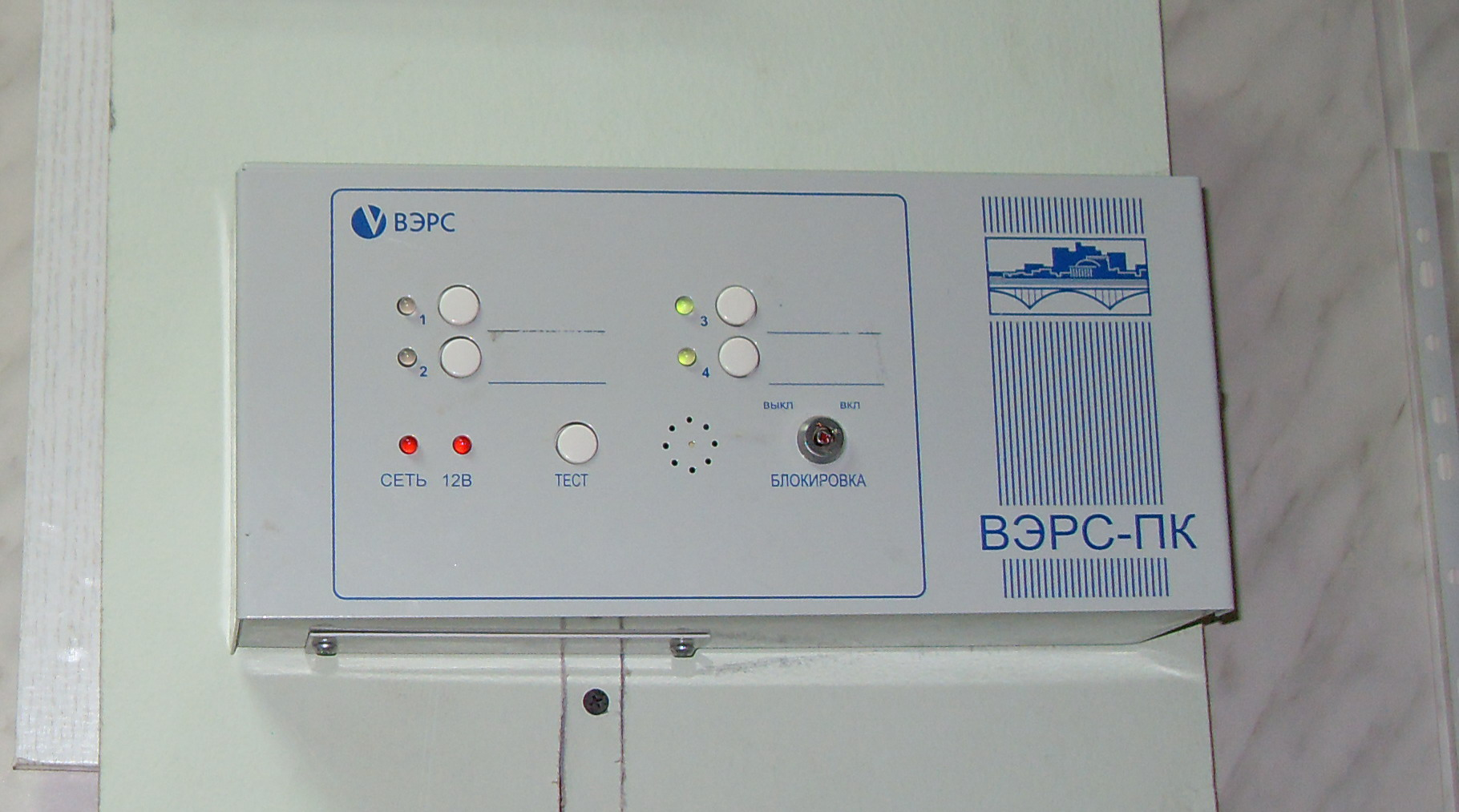

При́лад прийма́льно-контро́льний поже́жний (ППКП) — пристрій, призначений для прийому сигналів від пожежних, охоронних сповіщувачів, забезпечення електроживленням активних (струмових) пожежних і охоронних сповіщувачів, видачі інформації на світлові, звукові оповіщувачі та пульти централізованого спостереження, а також формування стартового імпульсу запуску приладу пожежного управління. В Україні вимоги до ППКП встановлено стандартом ДСТУ EN54-2.
Основний елемент систем охоронної, пожежної, охоронно-пожежних сигналізацій. Може входити в систему пожежегасіння для формування сигнального імпульсу на прилад керування. При виборі марки приладу для конкретної системи необхідне орієнтуватися на норми, за якими прилад пройшов сертифікацію.
Неадресовані ППКП залежно від типів шлейфів діляться на прилади із знакозмінними (Веселка, ППК2) і знакопостійними (ВЭРС-ПК) шлейфами.
Адресований приймально-контрольний прилад пожежний — компонент адресованої системи пожежної сигналізації (АСПС), призначений для прийому адресних сповіщень за адресованими сигнальними лініями про пожежний стан об'єкта і стан інших компонентів АСПС, вироблення сигналів пожежної тривоги або несправності системи. Адресовані ППК діляться на адресовано-аналогові і адресовано-цифрові.